# Haplosphaera himalayensis
Haplosphaera himalayensis là một loài thực vật có hoa trong họ Hoa tán. Loài này được Ludlow mô tả khoa học đầu tiên năm 1976.